# قطقاط اجتماعي
قطقاط اجتماعي أو طقطيقة ويسمى أيضا زقزاق اجتماعي (الاسم العلمي: Chettusia  gregaria) (بالإنجليزية: Sociable  Lapwing)‏ هو طائر ينتمي إلى (فصيلة: Charadriidae).